# Aniak
Aniak (Anyaraq en Yupik) est une ville d’Alaska de 501 habitants (2010). Aniak est située dans la province de Bettles (61.578821 degrés nord et 159.550255 degrés ouest).
Aniak est localisée sur le bord de la rivière du Sud Kuskokwim en tête du Marais Aniak, 59 miles au sud-ouest de la Mission russe dans le delta Yukon-Kuskokwim. Le climat y est bien moins rude en hiver que dans des villes comme Fairbanks ou Barrow. Cependant, le climat peut être comparé à celui de Juneau (continentale l'hiver et océanique l'été) car le mercure a déjà atteint des minima comme -48,3 degrés Celsius (-55 degrés Farenheit) ou des maxima comme 30,5 °C (87 degrés Farenheit). Un foyer à Aniak abrite 3,29 personnes en moyenne. La ville a été en partie complice de la guerre froide.

## Démographie
| 1940 | 1950 | 1960 | 1970 | 1980 | 1990 |
| ---- | ---- | ---- | ---- | ---- | ---- |
| 122  | 142  | 308  | 205  | 341  | 540  |

| 2000 | 2010 | - | - | - | - |
| ---- | ---- | - | - | - | - |
| 572  | 501  | - | - | - | - |